# 블라디미르 베이스 (1989년)
블라디미르 베이스(슬로바키아어: Vladimír Weiss [ˈʋlaɟimiːr ˈʋajs] 블라디미르 바이스, 1989년 11월 30일 브라티슬라바~)는 슬로바키아의 축구 선수로, 현재 슬로반 브라티슬라바에서 뛰고 있다.

## 가족관계
할아버지와 아버지 모두 축구선수 출신으로, '블라디미르 베이스'라는 동일한 이름을 가지고 있다. 아버지인 '블라디미르 베이스'는 슬로바키아 축구 국가대표팀 감독이다.

## 클럽 경력

### 맨체스터 시티
2008년 4월 16일, 베이스는 2007-08 FA 유스컵 결승전에서 첼시를 상대로 골을 기록하며 3 대 1 승리를 도왔다.
그는 2009년 5월 24일 데뷔전을 치렀는데, 2008-09 시즌의 마지막 경기에서 70분 경 스티븐 아일랜드와 교체되어 출전하였다. 경기는 1 대 0으로 볼턴 원더러스에게 승리하였다.
2009년 8월 19일, 베이스는 처음으로 풀타임을 치렀는데 94,000명의 관중들 앞에서 바르셀로나를 상대한 후안 감퍼 트로피 경기였다. 맨체스터 시티는 마르틴 페트로프의 골로 1 대 0으로 승리하였다. 2009년 10월 28일, 그는 풋볼 리그 컵에서 스컨소프 유나이티드를 상대로 교체 멤버로서 출전하였고, 카를로스 테베스의 골을 어시스트했다. 이어서 2009년 12월 17일, 그는 풋볼 리그 컵에서 아스널을 상대로 성인 무대에서의 데뷔골을 터뜨렸다. 경기는 3 대 0으로 승리하였다. 그 날 베이스는 2012년까지 맨체스터 시티와 재계약을 맺었다.

### 볼턴 원더러스
2010년 1월 25일 베이스는 시즌이 끝날 때까지 볼턴 원더러스에 임대되었다. 그리고 그는 번리를 상대로 경기가 끝날 때쯤 첫 출전하였다. 베이스는 대부분 교체 출전하였지만 스토크 시티 전에서 매슈 테일러의 골을 도우면서 카메오로서 위협적인 모습을 보여주었다.

## 국가대표 경력
베이스는 2009년 8월 12일 슬로바키아 국가대표로서 데뷔전을 치렀는데, 아이슬란드를 상대로 1 대 1로 비겼다. 그는 2010 FIFA 월드컵에 출전하는 슬로바키아의 최종 23인 명단에 포함되었다.

## 기록

### 클럽
2010년 5월 9일 기준
| 클럽                 | 시즌      | 국내 리그 | 국내 리그 | 국내 컵대회 | 국내 컵대회 | 대륙 대회 | 대륙 대회 | 다른 대회 | 다른 대회 | 통산 | 통산 |
| 클럽                 | 시즌      | 출장      | 득점      | 출장        | 득점        | 출장      | 득점      | 출장      | 득점      | 출장 | 득점 |
| -------------------- | --------- | --------- | --------- | ----------- | ----------- | --------- | --------- | --------- | --------- | ---- | ---- |
| 맨체스터 시티        | 2008-09   | 1         | 0         | 0           | 0           | 0         | 0         | 0         | 0         | 1    | 0    |
| 맨체스터 시티        | 2009-10   | 0         | 0         | 1           | 0           | -         | -         | 3         | 1         | 4    | 1    |
| 맨체스터 시티        | 통산      | 1         | 0         | 1           | 0           | 0         | 0         | 3         | 1         | 5    | 1    |
| 볼턴 원더러스 (임대) | 2009-10   | 13        | 0         | 0           | 0           | -         | -         | 0         | 0         | 13   | 0    |
| 볼턴 원더러스 (임대) | 통산      | 13        | 0         | 0           | 0           | -         | -         | 0         | 0         | 13   | 0    |
| 개인 통산            | 개인 통산 | 14        | 0         | 1           | 0           | -         | -         | 3         | 1         | 18   | 1    |